# Jacques Bidalou
Jacques Bidalou, surnommé « le juge rouge », né le 9 janvier 1945, est un magistrat français, révoqué de la magistrature en 1981. Réintégré la même année, il est à nouveau évincé en 1987. Il est depuis lors connu pour ses prises de position publiques et ses constitutions de partie civile.

## Carrière dans la magistrature
Après avoir obtenu un DES de science politique à l'Université de Paris en 1970, avec un mémoire de recherche consacré au mouvement du 22 Mars sous la direction de Marcel Merle , Bidalou intègre l’École nationale de la magistrature (ENM) au sein de la promotion 1976.
À sa sortie de l'ENM, Bidalou est nommé juge au tribunal d'instance d'Hayange par décret du Président de la République du 17 janvier 1978. Il prend ses fonctions le 1er février 1978.
Il attaque cependant le décret au contentieux, arguant d'irrégularités dans la conduite de la procédure de «répartition amiable» des postes entre les auditeurs de justice de la promotion 1976. Par une décision du 9 novembre 1979, le Conseil d'État rejette son recours, au motif que cette procédure de répartition amiable était de toute façon « dépourvue de toute validité ».

### Première période dans la magistrature (1978-1981)
À Hayange, Bidalou se fait remarquer à plusieurs reprises. Ses détracteurs lui reprochent des jugement politiques empreints d'idéologie.
En 1979, saisi d'une demande d'un établissement de crédit réclamant à un chômeur le paiement du solde débiteur de son compte courant, le juge Bidalou sursoit à statuer et invite les parties à mettre en cause le Premier ministre Raymond Barre ou son représentant afin qu'il puisse venir s'expliquer à la barre sur sa politique gouvernementale en matière de chômage. Son jugement est cassé par la Cour de cassation pour excès de pouvoir, au motif que les orientations de la politique du gouvernement échappent à la connaissance des tribunaux judiciaires.
En tant que juge de police, Bidalou refuse de sanctionner un voyageur qui avait emprunté un wagon de première classe sans avoir de billet correspondant à cette classe.
À cette époque, Bidalou est adhérent du Syndicat de la magistrature. Il se présente sans succès aux élections syndicales. Selon François Colcombet, il est alors perçu comme un « gêneur » dans les rangs de son syndicat. À cette époque, Bidalou lui-même diffuse sous pseudonyme un texte satirique contre le Syndicat de la magistrature.
Fin 1979, il acquiert une notoriété nationale lorsqu'à Marspich une trentaine d'immigrés sont expulsés de leur foyer par la Sonacotra. Les intéressés saisissent alors le juge d'instance d'Hayange en référé. Bidalou ordonne leur réintégration dans le foyer de Marspich, mais la Sonacotra fait appel et ses ordonnances sont infirmées. Cependant Bidalou statue à nouveau dans l'affaire. Il est alors récusé par la Cour d'appel de Metz pour avoir « violé la règle du double degré de juridiction, règle fondamentale du droit judiciaire français ». C'est à la suite de cette affaire que la Chancellerie décide d'engager des poursuites disciplinaires.

### Révocation par le Conseil supérieur de la magistrature (1981)
Suspendu à titre conservatoire par un arrêté du garde des Sceaux du 16 juillet 1980, qu'il attaque sans succès devant le Conseil d'État, Jacques Bidalou est poursuivi devant le Conseil supérieur de la magistrature (CSM) statuant comme conseil de discipline. Le CSM est présidé par Robert Schmelck, Premier président de la Cour de cassation. La saisine du Ministère de la Justice retient à l'encontre de Bidalou un total de 71 griefs disciplinaires, qui rendent « intolérable son maintien dans la magistrature ».
Dans une tribune au Monde, Jean-Denis Bredin prend la défense de Bidalou. Il conteste l'indépendance du CSM et dénonce les motivations politiques des poursuites : «Pourquoi M. Bidalou est-il poursuivi ? Pour des fautes réelles ou feintes ? Parce qu'il a manqué à ses devoirs, ou parce qu'il fut un opposant tapageur, donnant des interviews à Radio-Luxembourg, paraissant à la télévision aux côtés de M. Mitterrand, faits qui lui sont reprochés parmi d'autres violations du "devoir de réserve" ? Serait-il de même manière menacé de révocation s'il avait, à la télévision, dans des réunions publiques, ardemment glorifié l'action gouvernementale : sorti de sa réserve, mais sorti du bon côté ? Serait-il accusé d'avoir transgressé la règle de séparation des pouvoirs s'il avait, dans ses jugements, loué le chef de l'État, approuvé la politique du gouvernement ? »
L'audience du Conseil supérieur de la magistrature (CSM) se déroule les 6, 7 et 8 février 1981 dans les locaux de la Cour de cassation à Paris. Bidalou est défendu par trois magistrats : Yves Lemoine, juge à Bobigny, Dominique Schaffhauser, juge à Rambouillet, et Wladimir Rabinovitch, juge honoraire au tribunal de Die puis de Briançon (1945-1973), ancien avocat révoqué du Barreau en 1940 à la suite des lois anti-juives de Vichy et réintégré en 1944. Les deux premiers sont membres du Syndicat de la magistrature ; le troisième y avait adhéré mais en avait démissionné en 1978, au motif que l'indépendance des magistrats devait selon lui s'exercer à l'endroit de tous régimes, y compris des régimes de gauche.
La défense soulève plusieurs incidents de procédure avant tout examen au fond.
Elle demande d'abord la récusation de deux membres du Conseil : l'avocat général Jacques Simon, au motif qu'étant parquetier il était « soumis hiérarchiquement au ministre de la Justice », et le professeur Yvonne Lambert-Faivre, au motif qu'elle avait été nommée rectrice de l'académie de Dijon l'année précédente, ce qui la plaçait « en situation de solidarité avec le Pouvoir et en situation de dépendance à son égard ». Après trois heures de délibéré, le Conseil rejette la demande de récusation, au motif que la loi prévoyant la composition du CSM respecte « le principe selon lequel toute personne a le droit de faire entendre sa cause par un tribunal indépendant et impartial, établi par la loi », eu égard notamment à la circonstance que les membres du CSM ne peuvent faire l'objet d'aucune promotion pendant la durée de leur mandat, qu'ils sont frappés de diverses incompatibilités de nature à assurer leur indépendance (interdiction d'être parlementaire, avocat ou officier public) et que le Président de la République et le ministre de la justice ne siègent pas au sein du CSM en matière disciplinaire.
La défense ayant immédiatement introduit devant le Conseil d'État un pourvoi en cassation contre cette décision de rejet, elle demande au CSM de surseoir à statuer dans l'attente qu'il soit statué sur ce pourvoi. Le CSM rejette la demande de sursis à statuer au motif que le pourvoi en cassation n'est pas suspensif.
Le 7 février, au deuxième jour d'audience, le CSM reçoit un télégramme indiquant qu'un juge de Briey se serait vu refuser par sa hiérarchie l'autorisation d'absence qu'il sollicitait pour venir témoigner en faveur de Bidalou sur l'un des griefs retenus par le ministère (participation de Bidalou à une réunion d'Amnesty international). La défense de Bidalou demande le renvoi de l'audience. Le directeur des services judiciaires Jean Michaud, représentant le ministre poursuivant, propose alors de retirer du dossier le grief afférent à la réunion d'Amnesty international. La défense présente également une demande tendant à la levée du huis clos. Dans une troisième décision avant dire droit, le CSM rejette la demande tendant à la levée du huis clos, au motif qu'« aucun principe général de droit n'impose la publicité des débats en matière disciplinaire », et déclare les conclusions à fin de renvoi sans objet, dès lors que le ministre a indiqué renoncer à se prévaloir du grief relatif à la réunion d'Amnesty international.
L'affaire est ensuite examinée au fond. Le directeur des services judiciaires propose soit la révocation de Bidalou, soit sa mutation d'office dans un tribunal où il aurait à siéger seulement en formation collégiale,. Bidalou plaide lui-même pendant plus d'une heure avant d'être arrêté par le président du CSM. Ses trois défenseurs plaident ensuite sa cause.
Le 8 février 1981, le CSM rend sa décision : Bidalou est révoqué (sans suspension de ses droits à pension). Retenant quatre griefs, le Conseil le juge coupable : 1° d'avoir envoyé une correspondance discourtoise au président du tribunal de grande instance auquel il était rattaché (manquement au devoir de délicatesse) ; 2° d'avoir prononcé dans un dossier dont il avait été dessaisi par la Cour d'appel ; 3° d'avoir, dans une émission de la Radio Télévision Luxembourgeoise, exprimé son opinion sur une affaire dont il était saisi (manquement au devoir de réserve) ; 4° d'avoir violé le principe de la séparation des pouvoirs en prononçant un sursis à statuer pour que le Premier ministre fût mis en cause afin de s'expliquer à la barre sur sa politique de l'emploi, caractérisant un acte de « forfaiture » . Le CSM juge que ces faits constituent « des manquements graves et réitérés aux devoirs de son état » justifiant la révocation de Bidalou.
Le Conseil d'État, saisi d'un pourvoi en cassation contre la décision de révocation et les trois décisions avant-dire-droit du CSM, le rejette par une décision du 5 mai 1982. Il estime que le CSM n'a pas commis d'erreur de droit et que la révocation était légale.

### Suites de la révocation
Après l'annonce de la décision du CSM, le Syndicat de la magistrature appelle les magistrats à faire grève à partir du 12 février 1981 et à se rassembler devant la Cour de cassation. En réaction, la Chancellerie indique que les grèves des magistrats sont statutairement interdites et que les grévistes feront l'objet de poursuites disciplinaires. 

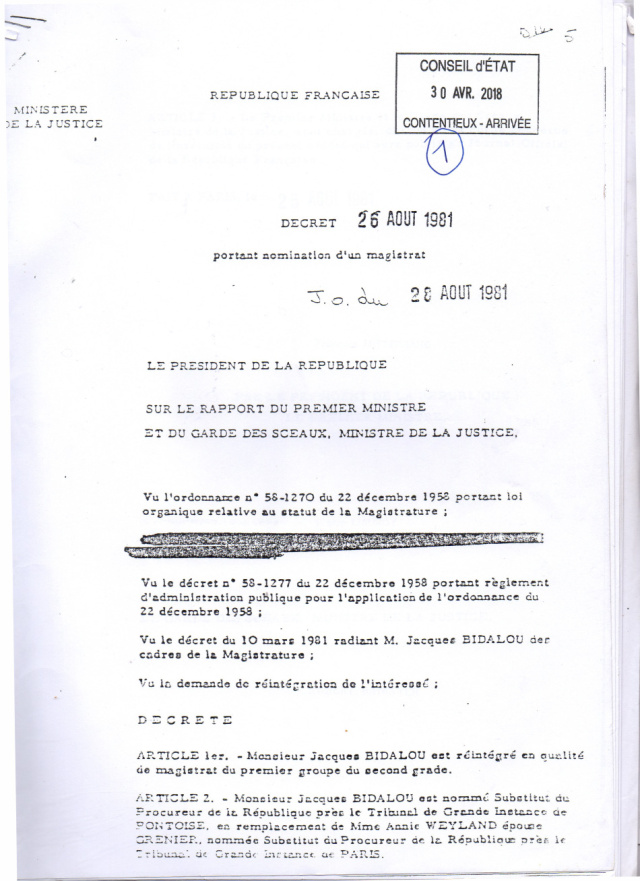
Décret du 26 août 1981 réintégrant Jacques Bidalou dans la magistrature

L'Union syndicale des magistrats (USM) publie un communiqué dans lequel elle prend parti contre cette grève. Selon François Colcombet, l'USM, craignant la « contagion », voulait éviter que d'autres magistrats ne fussent sanctionnés à l'instar de Bidalou.
Yves Lemoine, l'un des défenseurs de Bidalou au procès, déclare que la sanction infligée est sans précédent, les rares révocations de magistrats ayant été prononcées pour des affaires de droit commun. Le Syndicat de la magistrature y voit une volonté politique de « mettre au pas les magistrats », et le signe d'une « répression syndicale ».
Dans Le Figaro, une tribune, publiée sous les initiales « N. N. » par un individu se présentant comme « magistrat respectueux de l'obligation de réserve, qui l'oblige à l'anonymat », approuve sans réserves la révocation de Bidalou. Il y raille les « Bidalouphiles » et « la cohorte bien connue des pleureuses », en tête de laquelle « la veuve, dite Syndicat de la magistrature, douloureusement appuyée sur les bras du P.S. et du P.S.U. ». Bidalou y est qualifié d' «histrion surréaliste » dont le but proclamé est la « provocation systématique, la dérision universelle et l'avènement du surréalisme », un « heureux croisement de Saint Louis et de Pierre Dac, un hybride inattendu de Dalloz et de Coluche. », c'est-à-dire un mélange de droit et d'humour. L'auteur, voulant réfuter l'idée d'après laquelle on aurait attenté à l'indépendance de la magistrature, fait observer que le CSM ne s'est fondé que sur des décisions censurées soit par la Cour d'appel (affaire Sonacotra), soit par la Cour de cassation elle-même (jugement ordonnant un sursis à statuer pour que Raymond Barre soit appelé en la cause) ; qu'en conséquence le CSM s'est appuyé sur les « constatations souveraines » de l'autorité judiciaire elle-même. Répondant par ailleurs à ceux qui mettent en doute l'indépendance du CSM au motif que les membres en sont nommés par le Président de la République, il objecte que les magistrats eux-mêmes sont nommés par lui.

### Seconde période dans la magistrature (1981-1987)
Suivant décret publié au Journal Officiel du 28 août 1981, Bidalou est réintégré dans la magistrature par François Mitterrand qui vient d'être élu président de la République, et est nommé substitut du procureur de la République près le tribunal de grande instance de Pontoise.
Cependant l'installation de Bidalou à Pontoise est temporairement reportée, le Tribunal estimant devoir surseoir à statuer au motif que Bidalou contestait les conditions mêmes de sa réintégration dans le corps. Bidalou faisait remarquer que le décret l'ayant radié des cadres n'avait pas été rapporté par le décret l'ayant réintégré, de sorte que deux décrets contradictoires seraient simultanément en vigueur.
Finalement installé à ce poste, il requiert le Raid contre Jean-Claude Duvalier, qui a un château dans le Val-d'Oise ; il essaie également d'intervenir dans l'affaire du Rainbow Warrior et de faire juger Mikhaïl Gorbatchev pour crimes contre l'humanité.

### Mise à la retraite d'office par le garde des Sceaux (1987)
Sous la première cohabitation (Jacques Chirac étant Premier ministre), il est à nouveau évincé de la magistrature, mis à la retraite d'office par décision du Garde des sceaux en date du 19 juin 1987 et radié des cadres par décret du 24 juillet 1987 à compter du 24 juin 1987. Le Conseil supérieur de la magistrature (statuant comme conseil de discipline des magistrats du parquet) avait rendu le 15 mai 1987 un avis dans le même sens, préconisant la mise à la retraite d'office de Bidalou.
Bidalou conteste ces trois décisions devant le Conseil d'État, qui rejette sa requête par une décision du 11 juillet 1991, rendant son éviction définitive. Il lui était reproché d'avoir refusé de traiter des dossiers qui lui étaient confiés et de les avoir transmis directement au Président de la République ; d'avoir envoyé des correspondances outrageantes au Procureur de la République et à diverses autres autorités judiciaires ; enfin d'avoir méconnu l'arrêté lui interdisant en 1986 l'exercice de ses fonctions, en continuant à les exercer et notamment en se présentant au tribunal avec une vingtaine de personnes pour procéder à une « arrestation ».
Composé dès 1979 et jusqu'en 1987, le dossier disciplinaire de Bidalou a été versé aux Archives nationales.

## Postérieurement
Après son éviction de la magistrature, Jacques Bidalou s'illustre dans un certain nombre de procédures judiciaires, notamment en qualité de partie civile. «Il joue un rôle de conseiller juridique informel auprès de Jean-Edern Hallier »  et participe au journal L'Idiot international.
Il assiste en 2013 aux obsèques de l'avocat Jacques Vergès qui avait assisté les immigrés dans l'affaire les opposant au foyer Sonacotra de Marspich, à partir de 1979.

### Procès de Serge Dassault pour braconnage
En 1997, au procès de Serge Dassault, PDG de Dassault aviations, poursuivi pour « chasse à l'aide de moyens prohibés », Bidalou intervient à l'audience du tribunal de police de Rambouillet, disant de Dassault qu'il « fait la chasse au gibier comme il fait la chasse à l'homme », provoquant l'agitation dans la salle.

### Poursuites pour «usurpation de titre»
Bidalou intervient le 19 novembre 1998 au procès du gendarme Christian Prouteau, mis en cause dans l'affaire des écoutes de l'Élysée pour avoir dirigé la cellule antiterroriste de François Mitterrand. Il se présente à l'audience « en tant que magistrat », ce qui lui vaut d'être immédiatement arrêté par la police, placé en garde à vue pendant 24 heures, perquisitionné et renvoyé devant le tribunal correctionnel de Versailles pour y être jugé du chef d'usurpation de titre. Le parquet à l'audience requerra 1 mois d'emprisonnement avec sursis.

### Recours devant le Conseil d'État contre le décret n° 2001-530 du 20 juin 2001
Le 7 août 2001, Jacques Bidalou attaque devant le Conseil d'État le décret no 2001-530 du 20 juin 2001 modifiant le décret no 99-778 du 10 septembre 1999 instituant une commission pour l'indemnisation des victimes de spoliations intervenues du fait des législations antisémites en vigueur pendant l'Occupation. Il se présente comme « le fils d'un résistant spolié sans indemnisation appropriée » et estime le décret illégal en tant qu'il ne s'applique qu'aux spoliations pour motif antisémite,.
Par un arrêt du 20 novembre 2002, le Conseil d'État rejette sa requête comme irrecevable pour défaut d'intérêt à agir, la juridiction estimant que Jacques Bidalou s'est « abstenu de fournir le moindre élément susceptible d'étayer ses allégations » quant à sa qualité prétendue de fils de résistant spolié.
Le Conseil d'État prononce sur le fondement de l'article L.741-2 du Code de justice administrative la suppression de nombreux passages de ses écritures, jugés injurieux et diffamatoires et qui sont partiellement cités dans l'arrêt. Jacques Bidalou est par ailleurs condamné à une amende civile de 1 500 euros pour requête abusive.

### Procès «Clearstream 2» en 2009 et 2011
Dans l'Affaire Clearstream 2, il sollicite devant le tribunal correctionnel de Paris la somme d'un million d'euros à titre de dommages-intérêts ; il comparaît par ailleurs à l'audience en short.
En appel, il dépose une question prioritaire de constitutionnalité.

### Constitution de partie civile au procès d'Alain Soral en 2015
En 2015, Jacques Bidalou se constitue partie civile devant la 17e chambre du tribunal correctionnel de Paris dans le cadre du procès intenté du chef d'injures publiques à caractère racial contre le polémiste Alain Soral, auquel il est reproché d'avoir diffusé un cliché de lui-même faisant le geste dit de la « quenelle » devant le mémorial de l'Holocauste de Berlin.
À l'audience, Jacques Bidalou défend Alain Soral. Il est expulsé de la salle d'audience pour un dérapage verbal.

### Constitution de partie civile dans l'affaire Saïd Bourarach en 2015
La même année, Jacques Bidalou se constitue partie civile dans le procès intenté à quatre jeunes juifs pour la mort du Marocain Saïd Bourarach. Il y défend la thèse d'un crime à caractère racial, ce qui ne sera pas reconnu par le tribunal correctionnel de Bobigny. Bidalou intervient dans ce procès aux côtés d'autres personnalités controversées comme le révisionniste Pierre Panet ou encore Dieudonné, également parties civiles. Libération classe alors Jacques Bidalou parmi les « queues de comètes de la galaxie dieudonniste ».

## Opinions sur lui
Juge d'équité statuant volontiers d'après son propre sentiment du juste, Bidalou se voyait reprocher de faire peu de cas des lois et des règlements. Jacques Krynen le classe au nombre des juges « saisis du syndrome Magnaud ».
Wladimir Rabinovitch, ancien avocat défroqué par le régime de Vichy à raison de ses origines juives, dit de Bidalou qu'il « appartenait à une nouvelle race de magistrats, ceux qui étaient si jaloux de leur indépendance qu'ils devenaient irrécupérables par quelque régime que ce soit, et qu'ils devenaient suspects pour tous les régimes. »
À propos de l'indépendance des magistrats, Bidalou lui-même dira : « De toute façon les trois premières années de fonction sont essentielles. Ou bien le juge assumera son indépendance, ou bien il entrera dans le cycle des convenances, puis inévitablement des complaisances et des connivences. »